# Drake Younger
Drake Wuertz (9 de octubre de 1984), más conocido por su nombre en el ring como Drake Younger, es un árbitro de lucha libre y luchador profesional estadounidense que ha trabajado para un gran número de promociones en el circuito independiente incluyendo la Combat Zone Wrestling. Es conocido por sus luchas Deathmatch, sin embargo, obtuvo reputación como un luchador estilo "Hardcore".

## Carrera
Drake se convirtió en un fan de la lucha libre a una edad temprana, cuando él y su familia asistieron al evento WrestleMania VIII, él se convertiría en un fan de Hulk Hogan, antes de descubrir los luchadores como Sabu y Cactus Jack, ambos de los cuales se convertirían en sus principales influencias. Drake se unió al R.A.A.G.E Dojo, para entrenarse bajo la tutela de American Kickboxer, debutando en la IWA-Mid South el 7 de febrero de 2003. Hasta diciembre de 2004, peleó contra 6 luchadores:Danny Daniels en su pelea de debut, Adam Gooch, Simon Sezz y Shark Boy en su primer Triple Threat Match, siendo también su primera victoria, Ian Rotten, Josh Abercrombie y Davey Andrews. 
Drake se tomó un período de descanso de la lucha libre de un año, durante el cual peleó contra sus adicciones y estuvo en rehabilitación tras sufrir un accidente de coche.
En marzo de 2006, Drake regresó a la Insanity Pro Wrestling para luchar contra "DieHard" Dustin Lee. Drake debutó En Combat Zone Wrestling en julio de 2006 en el quinto Tournament of Death. Drake consiguió llegar a la final, pero fue eliminado por Nick Gage. Al año siguiente logró estar nuevamente en la final, derrotando a Brain Damage para ganar el sexto Tournament of Death.
El 12 de julio de 2008, derrotó a Nick Gage en un "Tangled Web" Deathmatch ganando el CZW World Heavyweight Championship, transformándose en doble campeón al ostentar al mismo tiempo el CZW Ultraviolent Metro Campeonato.
El 27 de septiembre de 2008, derrotó a "New Terror" Sami Callihan y Claudio Castagnoli en la final del torneo Ted Petty Invitational. El 31 de enero de 2010, perdió el Campeonato Mundial Peso Pesado de la CZW ante B-Boy. Sin embargo, en Swingin For The Fences derrotó a The Best Around (Bruce Maxwell & TJ Cannon) junto a Eddie Kingston, ganando el Campeonato Mundial en Parejas de la CZW.

### Pro Wrestling Guerrilla (2012-2013)
Drake Younger hizo su debut en Pro Wrestling Guerrilla el 21 de julio de 2012 en el evento Threemendows III, siendo derrotado por B-Boy. En septiembre participó en el torneo Battle of Los Angeles, pero en la primera ronda fue derrotado por Roderick Strong, la siguiente noche formó equipo con B-Boy y Willie Mack derrotando a Kyle O'Reilly, Davey Richards y Joey Ryan. El 1 de diciembre comenzó una serie de tres combates contra Sami Callihan siendo derrotado en el evento Mystery Vortex, la segunda lucha se llevó a cabo el 12 de enero de 2013 en DDT4 donde logró ganar en un K.O or Submission Match. Finalmente el 22 de marzo en All Star Weekend 9, Younger ganó la serie de tres derrotando a Callihan en un Guerrilla Warfare Match y obteniendo una lucha por el Campeonato Mundial de PWG contra Adam Cole la noche siguiente, pero no logró ganar. El 15 de junio en Is Your Body Ready? logró derrotar a Kevin Steen, durante esta lucha Younger fue atacado por Adam Cole pero Steen lo ayudó. El 9 de agosto en TEN: Protect Ya Neck Younger y Steen obtuvieron una oportunidad por el Campeonato Mundial contra Cole pero este finalmente logró retener el título. Younger participó en la edición 2013 del torneo Battle of Los Angeles, derrotando en primera ronda a Joey Ryan, luego en los cuartos de final derrotó a Brian Cage, pero en la semifinal perdió ante Kyle O'Reilly; en ese mismo evento acudió a ayudar a O'Reilly junto a otras superestrellas cuando fue atacado por Adam Cole, The Young Bucks y Kevin Steen. El 19 de octubre en Matt Rushmore derrotó a Brian Cage, Anthony Nese y Tommaso Ciampa en una Fatal 4-Way Match. El 20 de diciembre en  All Star Weekend X derrotó a Tommaso Ciampa.

### WWE (2013-2021)
En el episodio del 16 de agosto de 2013 de SmackDown, Wuertz apareció en un segmento como un trabajador detrás del escenario que fue intimidado y atacado por Ryback. En diciembre de 2013, Wuertz asistió a una prueba en el WWE Performance Center en Orlando, Florida. En marzo de 2014, se informó que había firmado un contrato con WWE. Para mayo de 2014, Wuertz había completado su partido de despedida en el circuito independiente, y reconoció en una entrevista que estaría trabajando para la WWE. Más tarde, ese mismo mes, se informó que Wuertz había trabajado como árbitro profesional de lucha libre en un show en casa para el sistema de desarrollo NXT de WWE. Wuertz hizo su debut en televisión como árbitro en el episodio del 10 de julio de 2014 de NXT, y continúa arbitrando en NXT, normalmente arbitrando los eventos principales para sus grabaciones de TV y TakeOvers. Wuertz arbitró en WrestleMania 34.
El 19 de mayo de 2021, se informó que fue liberado de su contrato con la WWE.

## En lucha
- Movimientos finales

- Drake's Landing (Back to back double underhook piledriver, a veces desde la segunda cuerda)
- Drake'n'Bake (Pumphandle Death Valley Driver)
- Sitout Death Valley Driver

- Movimientos de firma
- Front powerslam, a veces contra una mesa

- Brainbuster
- Tiger Driver 98
- High-angle belly to back suplex
- Frog splash
- Springboard moonsault
- Muta lock con dual chickenwings
- Rolling fireman's carry slam, a veces contra una mesa
- T-Bone suplex
- Flapjack, a veces contra una silla o una escalera
- Sitout suplex slam
- Somersault seated senton
- Sunset flip superbomb

- Apodos
  - The Psycho Shooter
  - The Ultra-violent Golden Boy

## Campeonatos y logros
- Absolute Intense Wrestling
  - AIW Absolute Championship (1 vez)

- Coliseum Championship Wrestling
  - CCW Tag Team Championship - con JC Bailey
  - CCW Tag Team Championship - Diehard Dustin Lee

- Combat Zone Wrestling
  - CZW Ultraviolent Underground Championship (2 veces)
  - CZW Tournament of Death (1 vez 2007)
  - CZW World Heavyweight Championship (1 vez)
  - CZW World Tag Team Championship (1 vez) - con Eddie Kingston
  - CZW World Junior Heavyweight Championship (1 vez)
  - CZW Best of the Best Tournament XIII - 2014 (1 vez,)

- Full Throttle Wrestling
  - FTW Tag Team Championship (1 vez) - con Dustin Lee

- Independent Wrestling Association Mid-South
  - IWA Mid-South Deathmatch Championship (1 vez)
  - IWA Mid-South King of the Deathmatch (1 vez 2011)
  - Ted Petty Invitational (1 vez 2008)

- Insanity Pro Wrestling
  - IPW Grand Championship (1 vez)
  - IPW Jr. Heavyweight Championship (1 vez)
  - IPW World Championship (1 vez)

- Mark Pro Wrestling
  - MPW Heavyweight Championship (2 veces)
- Pro Wrestling Illustrated
  - Situado en el Nº 322 en los PWI del año 2007
  - Situado en el Nº 178 en los PWI del año 2009
  - Situado en el Nº245 en los PWI 500 de 2010[2]